# 西苑饭店
西苑饭店是一间位于中国北京市海淀区甘家口街道三里河路1号院（西直门外大街南侧）的酒店，前身为1954年9月开业的苏联展览馆招待所，此后改称“西苑大旅社”，1977年9月1日起称“西苑饭店”，1984年启用高93.45米的新建主楼，建成时曾短暂保持北京市最高建筑的纪录，同时北京第一间、中国大陆第二间旋轉餐廳亦在此开业。现由北京首都旅游集团旗下的北京市西苑饭店有限责任公司运营。

## 历史

### 西苑大旅社

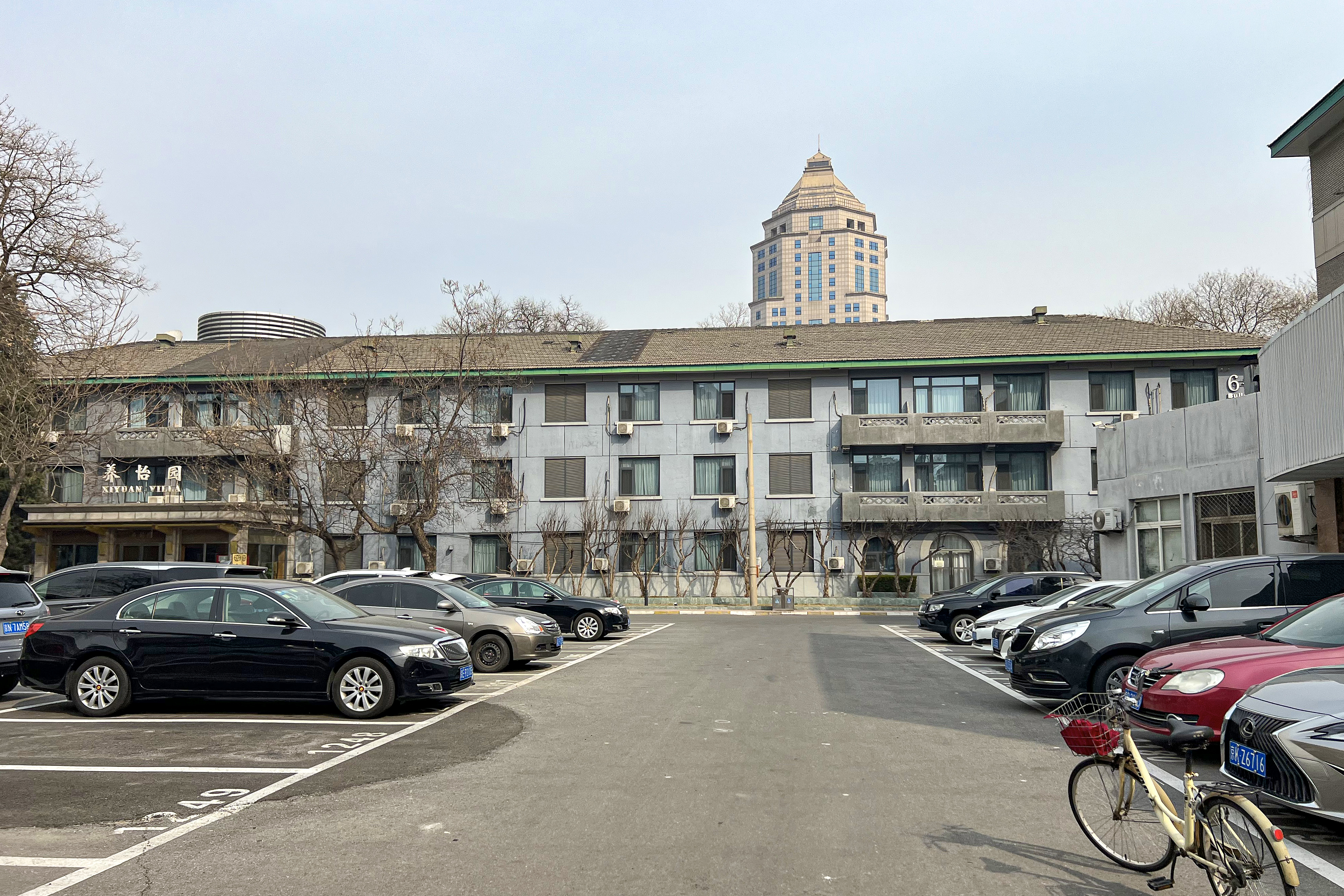
原苏联展览馆招待所6号楼

1953年，当时的中央人民政府决定在华举办苏联经济、文化建设成就展，为此需在北京和上海建设苏联展览馆。当时北京市亦有将西郊一带建成文化、科技、游览区的城市建设规划，中苏双方遂一致同意将苏联展览馆建设在西直门外，同时为满足外地来京参观展览人员的食宿，北京市决定在苏联展览馆以西一里的后二里沟和前二里沟之间修建苏联展览馆招待所。为建设苏联展览馆、苏联展览馆招待所、西郊商场，中央人民政府财政部共投资2700万元。
苏联展览馆招待所由北京市设计院设计，北京市第一建筑工程公司承建，共有10栋楼，1954年9月落成。苏联经济及文化建设成就展览会1954年12月26日在北京闭幕后，苏联展览馆招待所于1955年改称西苑大旅社（苏联展览馆自身则于1958年改称北京展览馆）。
1956年，西苑大旅社与北京飯店、前门饭店、新侨饭店、和平宾馆、西郊宾馆（20世纪60年代即已停办，与现今位于五道口的西郊宾馆并非同一单位）一同划归新成立的北京市饭店联合办公室。当时的西苑大旅社共有客房808间。
20世纪50年代中后期，多个科研院所在成立初期曾租用西苑大旅社的楼宇办公，如3号楼的中国科学院计算技术研究所、6号楼的中国科学院电子学研究所，此外中科院数学所因既有地址空间不足，也曾租用西苑大旅社安置科研人员。1962年，西苑大旅社曾是七千人大会与会人员的11个驻地之一。1964年8月，西苑大旅社被用作音乐舞蹈史诗《东方红》的创作组驻地。
1977年，西苑大旅社改称西苑饭店，全国中小学教材编写工作会议该年在此举行。

### 现代化
西苑饭店新楼1979年开始方案设计，1980年2月定案，1981年3月开工，建设期间利用了部分外资贷款，总投资约7000万元人民币，1984年7月建成，同年8月开始试营业。当时主楼第4-23层共有709间客房，可容纳旅客1422人，其中22、23层设有高级套房。新楼26层设有一座内径22米、外径31米的旋转餐厅，是继金陵饭店后中国大陆第二家旋转餐厅。
西苑饭店新楼启用时曾以93.45米的高度位居北京市最高建筑，但旋即被101米高的国际大厦超越（1986年又被中央电视台彩电中心打破纪录）。
2000年，为满足中关村高科技企业的活动需求，西苑饭店曾进行较大规模装修改造。2002年12月6日，西苑饭店被评为五星级饭店。
2019年10月22日，西苑饭店历史建筑群（即现存的原苏联展览馆招待所其余建筑）入选北京市第二批历史建筑名单。
2022年6月，西苑饭店曾因2019冠状病毒病聚集性疫情被划为海淀区封（管）控区高考和中考考生的专用考点。
此外，由于临近首都体育馆，西苑饭店曾多次被用于赛事接待任务。

## 建筑
西苑饭店主楼分为高层客房楼A段，裙房大厅B段和宴会厅C段。A段建筑平面呈L形，地下3层，地上23层，24层及以上则为直径32米的八角形建筑，是旋转餐厅的所在地。主楼4~23层为标准层，这些楼层的楼板采用了预制预应力混凝土薄板叠合板，是此类楼板在北京首次大规模应用，乃至中国大陆首次在高层建筑中采用“预应力叠合板”技术的案例。